# Сахивал
Сахивал (урд. ساہیوال) је град у Пакистану у покрајини Панџаб. Према процени из 2006. у граду је живело 239.182 становника.

## Становништво
Према процени, у граду је 2006. живело 239.182 становника.
| 1981.   | 1998.   | 2006.   |
| ------- | ------- | ------- |
| 150.954 | 207.388 | 239.182 |